# レーモン・ドゥヴォス

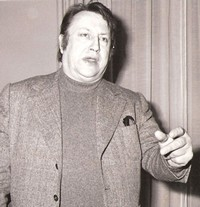
レーモン・ドゥヴォス（1980年代）

レーモン・ドゥヴォス（Raymond Devos, 1922年11月9日 - 2006年6月15日）は、ベルギーのコメディアン、道化師。

## 略歴
ベルギーのムスクロン生まれ。幼い頃にフランスに移り、第二次世界大戦中はドイツに送られた。戦後、パントマイムを練習中にマルセル・マルソーと出会う。1948年に、あるバーレスクのトリオの一人としてデビュー。
主として1950年代以降に活動。映画出演もあり、ジャン＝リュック・ゴダール監督の映画『気狂いピエロ』などに出演している。